# Challenger de Knoxville 2021
El torneo Knoxville Challenger 2021 fue un torneo de tenis perteneció al ATP Challenger Tour 2021 en la categoría Challenger 80. Se trató de la 17.ª edición, el torneo tuvo lugar en la ciudad de Knoxville (Estados Unidos), desde el 8 hasta el 14 de noviembre de 2021 sobre pista dura bajo techo.

## Jugadores participantes del cuadro de individuales
| Favorito | País                      | Jugador           | Rank1 | Posición en el torneo |
| -------- | ------------------------- | ----------------- | ----- | --------------------- |
| 1        | Bandera de Estados Unidos | Tennys Sandgren   | 93    | Primera ronda         |
| 2        | Bandera de Alemania       | Daniel Altmaier   | 106   | FINAL                 |
| 3        | Bandera de Canadá         | Vasek Pospisil    | 113   | Segunda ronda         |
| 4        | Bandera de Estados Unidos | Mitchell Krueger  | 148   | Primera ronda         |
| 5        | Bandera de Estados Unidos | Jack Sock         | 153   | Cuartos de final      |
| 6        | Bandera de Estados Unidos | Jeffrey John Wolf | 159   | Primera ronda         |
| 7        | Bandera de Kazajistán     | Dmitry Popko      | 171   | Primera ronda         |
| 8        | Bandera de Estados Unidos | Bjorn Fratangelo  | 172   | Semifinales           |

- 1 Se ha tomado en cuenta el ranking del 1 de noviembre de 2021.

### Otros participantes
Los siguientes jugadores recibieron una invitación (wild card), por lo tanto ingresan directamente al cuadro principal (WC):
- Aleksandar Kovacevic
- Emilio Nava
- Adam Walton

Los siguientes jugadores ingresan al cuadro principal tras disputar el cuadro clasificatorio (Q):
- JC Aragone
- Gijs Brouwer
- Aidan McHugh
- Donald Young

## Campeones

### Individual Masculino
- Christopher Eubanks derrotó en la final a  Daniel Altmaier, 6–3, 6–4

### Dobles Masculino
- Malek Jaziri /  Blaž Rola derrotaron en la final a  Hans Hach Verdugo /  Miguel Ángel Reyes-Varela, 3–6, 6–3, [10–5]